# Palacio de Haga

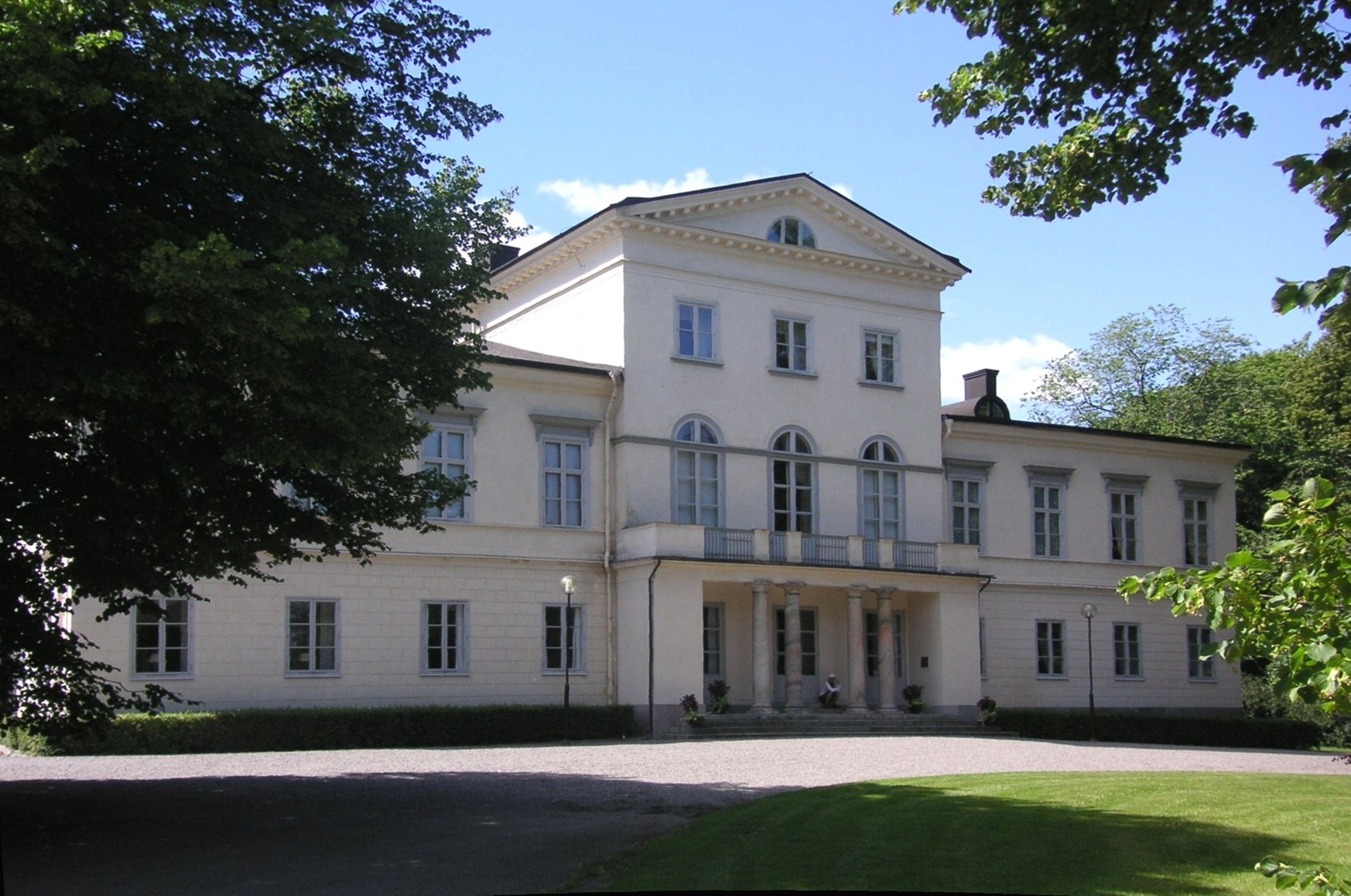
Fachada del Palacio de Haga.

El Palacio de Haga, anteriormente llamado Pabellón de la Reina, se halla en el Parque de Haga, municipio de Solna, dentro del área metropolitana de Estocolmo.
Fue construido por el arquitecto Christoffer Gjörwell entre 1802 y 1805 por iniciativa del rey Gustavo IV Adolfo de Suecia. El edificio sigue el modelo de las villas italianas. Su función fue de residencia de descanso.
El palacio fue la residencia de los príncipes herederos Gustavo Adolfo y Sibila. Sus hijas (llamadas las princesas de Haga) y su hijo el rey Carlos XVI Gustavo nacieron ahí.
En 1966, por disposición de Gustavo VI Adolfo de Suecia, pasó a ser propiedad del gobierno sueco y comenzó a emplearse como residencia de invitados especiales del Estado, tales como jefes de gobierno extranjeros.
En 2010 el gobierno sueco dio el derecho real al rey Carlos XVI Gustavo para ocupar el palacio y, por disposición, sirve como residencia de la princesa heredera Victoria de Suecia, como regalo de bodas con Daniel Westling. Desde entonces residen aquí con su hija, la princesa Estela de Suecia.

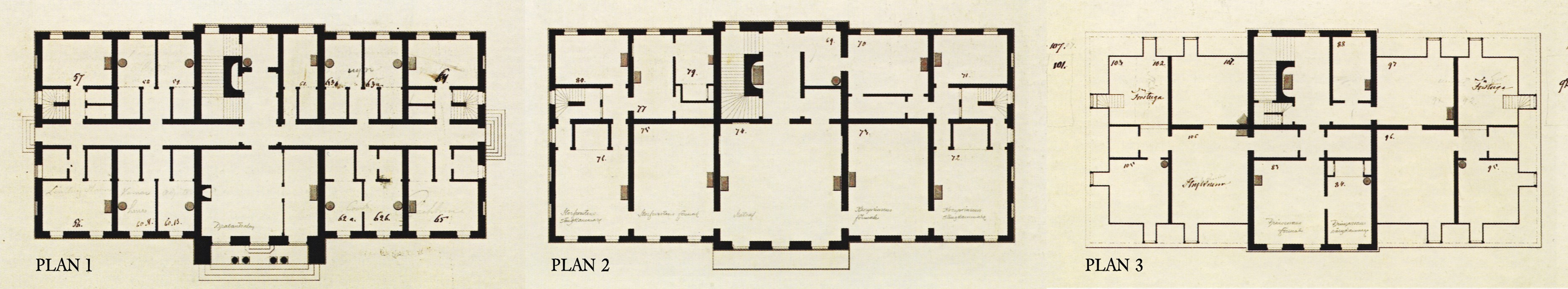
Plano del Palacio de Haga de la primera mitad del siglo XIX.